# Fernando Blanco White
Fernando Blanco y Crespo (Sevilla, 2 de febrero de 1786-27 de enero de 1849), conocido como su célebre hermano José María como Blanco White, fue teniente del ejército español durante la guerra de la Independencia contra los franceses, en la que fue hecho prisionero y confinado durante seis años en diversos depósitos de prisioneros en Francia. Se escapó junto con otros compañeros y llegó a Inglaterra, donde estuvo dos años con su hermano José María. Volvió a Sevilla donde desempeñó el cargo de síndico personero del ayuntamiento constitucional en el trienio liberal.  Perteneció a la Sociedad Económica Matritense de Amigos del País. Fue cónsul del rey de los belgas y profesor de Matemáticas de la Universidad de Sevilla. Se presentó a las oposiciones para catedrático de inglés del Instituto Universitario, hoy San Isidoro, y aprobó, pero murió antes de poder tomar posesión de su cátedra. Fernando escribió ocho diarios en su vida, de los que sólo conocemos el Diario II, en el que narra su fuga del campo de prisioneros Chalon-sur-Saône hasta llegar a Inglaterra pasando por Francia, Suiza, Alemania y Holanda.

### Biografía

#### Infancia
Fernando era el menor de los hijos de Guillermo Blanco y Morrough, y María Gertrudis Crespo y Neve. Ambos nacidos en Sevilla, la madre de Guillermo era sevillana, aunque las raíces paternas estaban en Irlanda. Los White, desde su venida a España hacia 1711, alternaron su apellido inglés White con su traducción al español. Tenían cédula de hidalguía dada por Felipe V en 1732, y como los Morrough, nobles antepasados en Irlanda. De los Neve, destaca el canónigo Justino, que fundó el Hospital de los Venerables y fue pintado por su amigo Murillo; y un tío abuelo de Blanco, Felipe de Neve, gobernador de las Californias, que fundó Los Ángeles.
Guillermo y María se casaron en 1771 y tuvieron seis hijos. En 1776 nació el primogénito, José María, y un año más tarde Ana María, que murió niña. En 1778 nace Teresa María, que estuvo desde muy pequeña al cuidado de una tía monja en el Convento de las Dueñas. En 1781 nace M.ª de la Salud Fernanda, educada como su hermana en las Dueñas. En 1783 nace Guillermo, que morirá a los cinco años, y en 1786, nace Fernando.
La infancia de Fernando fue solitaria, al ser su hermano mucho mayor que él y sus hermanas criarse en el Convento de las Dueñas. Sin embargo, se conservan un gran número de cartas entre Fernando y sus amigos de juventud, entre los que se encuentran Manuel María del Mármol, Alberto Lista, y Félix Reinoso, todos ilustres personajes de la cultura sevillana de la época. Toda la correspondencia se encuentra en los archivos de la Universidad de Princeton, junto con el resto de documentación perteneciente a la familia Blanco White. 
Con fecha del 1 de mayo de 1802 se registra el primer certificado de estudios de Fernando, ya universitario, en Física, en cuanto materia de la entonces Facultad de Artes. El 17 de mayo de 1804, Fernando es investido como Licenciado en Artes, título que luego pasaría a serlo en Filosofía.

#### Guerra de la Independencia y cautiverio
En junio de 1808 aparece en documento oficial, que Fernando Blanco se presenta como voluntario para luchar contra los franceses en la guerra de la Independencia, que había estallado el dos de mayo.   
El último día de noviembre, el ejército español se enfrenta al propio Napoleón en la batalla de Somosierra, que termina en una fuerte derrota de las tropas españolas. Fernando es hecho prisionero. A inicios de diciembre emprenderá dura y larga caminata de más de mil kilómetros, con detenciones en algunos de los 260 “depósitos de prisioneros” hasta quedar deportado en el noreste de Francia. Pese a las muchas dificultades del cautiverio, el certificado de estudios para sus oposiciones de 1848 señala que cursó algunas materias como, por ejemplo, Matemáticas, durante los tres primeros años de deportación.  
Los años de confinamiento en Francia, ya empapada de las ideas revolucionarias, hicieron mella en los jóvenes militares españoles de los depósitos franceses, y de ellos salieron muchos que fueron destacados liberales (por ejemplo, el mismo Riego fue compañero de Fernando en Dijon y en Chalon-sur-Saône). Tras la guerra de la Independencia y debido a la fuerte reacción absolutista, España desconfiaba de aquellos prisioneros, que eran interrogados y debían demostrar su lealtad a Fernando VII antes de poder volver a sus casas.

#### Fuga y viaje a Inglaterra
El seis de enero de 1814, Fernando junto con otros compañeros huye de su confinamiento en Chalon, y llega a Londres el 23 de marzo, todo lo cual queda reflejado en su Diario II. Fernando lo escribe en inglés, terminando la redacción el 21 de febrero de 1815.  Su hermano José María hace múltiples correcciones, autógrafas, y a veces comentarios a lo largo de las cuatrocientas páginas del manuscrito. Existe una traducción del manuscrito que relata desde su fuga hasta la llegada a Inglaterra, pasando por Francia, Suiza, Alemania y Holanda, editado por Alfar. Fernando permaneció en Inglaterra con su hermano, mejorando su inglés y sus conocimientos comerciales hasta 1816, año en que muere su padre y tiene que volver a Sevilla.  

#### Vuelta a España
En agosto de 1818 se le reconoce oficialmente el nombramiento como teniente por la Junta de Sevilla en 1808, cuando se presentó como voluntario en la contienda contra los franceses. El 16 de noviembre, Fernando se casa con su novia y prima Juana Olloqui, que en 1820 da a luz a su primera hija, Encarnación.  
Enero de 1820 comienza con la proclama antiabsolutista, y en favor de la Constitución liberal de 1812, que realiza el ya teniente coronel Rafael del Riego, en Las Cabezas de San Juan, cerca de Sevilla. Así se inicia el llamado Trienio Liberal. El alzamiento dejó a Fernando en una posición muy comprometida durante las represalias absolutistas que siguieron a este trienio. En diciembre de 1821 Fernando es elegido Síndico Popular o Personero en el Ayuntamiento Constitucional de Sevilla, para el año siguiente. A finales de julio nace el segundo descendiente de Fernando, que llevará el nombre del abuelo paterno: Guillermo.  
Tras el Trienio Liberal, Fernando intenta probar su “inocencia”, obteniendo un certificado de “purificación” que estableciera su no participación en las actividades del Trienio. Fernando necesitaba este documento para poder dar clases en la Universidad de Sevilla. Bajo una Real Orden que se puede ver en el Archivo Histórico de la Universidad de Sevilla, todos los profesores debían obtener esta “purificación” oficial, de lo contrario podrían considerarse “culpables de liberalismo” y perder sueldo y honores. En noviembre de 1826 y tras tres años, se firma el certificado de “inocencia” de Fernando. En junio de 1827 se retira como militar del ejército español. 

#### Vida académica y últimos años
1838 es, para Fernando, un año de honrosas titulaciones.  En un solemne acto académico el domingo 29 de julio, es investido por su currículum como Doctor en la Facultad de Filosofía. El diploma correspondiente, en latín, consta en su expediente de oposición a cátedra, en el Archivo General de la Administración, hoy en Alcalá de Henares.  En septiembre, el Rector de la Universidad de Sevilla le encomienda a Fernando una clase de Matemáticas, y este acepta dar Aritmética y Álgebra por el resto del curso.
En septiembre de 1839, Fernando es nombrado “Cónsul del Rey de los belgas”. El cargo no sólo será de hecho, vitalicio, sino que a su muerte el hijo le reemplazará,
En enero de 1848 se propone cubrir la vacante de don Fernando de la Puente, Catedrático de Inglés del instituto Universitario, hoy IES San Isidoro de Sevilla, con nueva oposición, a la que se presenta Fernando. Aprueba la oposición, pero no puede tomar posesión de su cátedra porque muere el 27 de enero de 1849 de una afección cerebral a los 62 años, “tras recibir los santos sacramentos”, según consta en la partida de defunción, donde aparece como catedrático. La sepultura, como había pedido en su testamento: “amortajado con su antiguo uniforme de capitán, y como Hermano de la Santa Caridad”, tuvo lugar en el hoy desaparecido cementerio del Prado de San Sebastián.   
Su esposa, Juana María, murió en 1856, y su hijo José María Blanco Olloqui, en 1860 con sólo 37 años, aunque tuvo un hijo con su esposa Vicenta Valdenebro: Mariano Blanco Valdenebro.

### Documentos bibliográficos
Fernando Blanco White no fue un literato, como su hermano. Sin embargo, escribió ocho diarios, cuyo contenido se desconoce, a excepción del segundo, que relata su fuga del campo de prisioneros en Chalon-sur-Saône hasta llegar a Inglaterra pasando por Francia, Suiza, Alemania y Holanda. Fernando tenía amistad con lo más granado de la sociedad sevillana de su tiempo, y participó activamente en diversas academias y en la vida cultural de la ciudad. Además, tenía la costumbre de guardar todas las cartas que recibía, así como todo tipo de documentos, lo que hace de su legado un elemento imprescindible para conocer la vida de la Sevilla de su época, y por ende la de España.
Mariano Blanco Valdenebro, nieto de Fernando, guardaba toda esta documentación, de la que se sirvió Mario Méndez Bejarano, para escribir una vida de José M.ª Blanco White. Su nuera, Margarita Ladrón de Guevara, vendió tras la muerte de su marido Guillermo Blanco Quintana, toda la documentación sobre la familia al profesor Vicente Llorens, que daba clase en la universidad de Princeton, donde se encuentran estos documentos a día de hoy. En España sólo hay documentos referentes a los estudios y oposiciones de Fernando, que se encuentran en Alcalá de Henares y en el Archivo Histórico de la Universidad de Sevilla.